# Lukavica Rijeka (Doboj)
Pour les articles homonymes, voir Lukavica Rijeka.
Lukavica Rijeka (en serbe cyrillique : Лукавица Ријека) est un village de Bosnie-Herzégovine. Il est situé sur le territoire de la ville de Doboj et dans la république serbe de Bosnie. Selon les premiers résultats du recensement bosnien de 2013, il ne compte plus aucun habitant.
Après la guerre de Bosnie-Herzégovine et à la suite des accords de Dayton, une grande partie du territoire du village a été rattachée à la municipalité de Doboj Istok nouvellement créée, située dans le canton de Tuzla et dans la fédération de Bosnie-et-Herzégovine.

## Géographie
Le village est situé sur les bords de la rivière Lukavica.

## Démographie

### Évolution historique de la population dans la localité
| 1948 | 1953 | 1961 | 1971 | 1981 | 1991 | 2013 |
| ---- | ---- | ---- | ---- | ---- | ---- | ---- |
| -    | -    | -    | 695  | 894  | 983  | 0    |

|  |